# Hydropsyche cyrnotica
Hydropsyche cyrnotica is een schietmot uit de familie Hydropsychidae. De soort komt voor in het Palearctisch gebied.